# Wysoka Duża
Wysoka Duża (prononciation [vɨˈsɔka ˈduʐa]) est un village de la gmina de Kutno, du powiat de Kutno, dans la voïvodie de Łódź, situé dans le centre de la Pologne.
Il se situe à environ 12 kilomètres au sud-ouest de Kutno (siège de la gmina et du powiat) et 48 kilomètres au nord de Łódź (capitale de la voïvodie).
Sa population s'élevait à 32 habitants en 2015.

## Administration
De 1975 à 1998, le village était attaché administrativement à l'ancienne voïvodie de Płock.

Depuis 1999, il fait partie de la nouvelle voïvodie de Łódź.